# Bell’s Open 1983
Die Bell’s Open 1983 im Badminton fanden vom 7. bis zum 9. Oktober 1983 in Perth statt.

## Finalresultate
| Disziplin    | Sieger                       | Finalist                      | Ergebnis    |
| ------------ | ---------------------------- | ----------------------------- | ----------- |
| Herreneinzel | Andy Goode                   | Kevin Jolly                   | 15:9, 18:14 |
| Dameneinzel  | Karen Beckman                | Pamela Hamilton               | 11:5, 12:9  |
| Herrendoppel | Nigel Tier Duncan Bridge     | Andy Goode Darrell Roebuck    | 15:8, 15:2  |
| Damendoppel  | Barbara Sutton Karen Beckman | Barbara Beckett Alison Fulton | 15:12, 15:9 |
| Mixed        | Duncan Bridge Karen Beckman  | Eddy Sutton Alison Fulton     | 15:8, 15:12 |